# Cristóvão de Távora (1548–1578)
 Cristóvão de Távora (1548 – Alcácer Quibir, 4 de Agosto de 1578) foi um fidalgo e militar português. 
Foi o favorito do rei D. Sebastião, sendo seu conselheiro, estribeiro-mor e camareiro-mor, que lutou ao seu lado na Batalha de Alcácer Quibir .

## Biografia
Era filho do diplomata Lourenço Pires de Távora e de Catarina de Távora, filha de Rui Lourenço de Távora e Joana Ferrer de Acuña.
Acompanhou o pai numa missão diplomática a Roma (1559) e nas lutas em Tânger (1564), onde se destacou como cavaleiro.
Mais tarde, acompanhando o jovem monarca do Reino de Portugal, na jornada de 1573, por terras do Alentejo e do Reino do Algarve, na primeira ida ao Norte de África (1574) e na Conferência de Guadalupe (1576), aquando do encontro do rei português com Filipe II de Espanha. 
Já conhecido pela bravura e destreza, membro da nobreza de estirpe tão necessária aos projectos de D. Sebastião em Marrocos, ainda em 1574 foi nomeado estribeiro-mor, dois anos depois conselheiro de Estado e, finalmente, camareiro-mor do rei.
Em 1577, foi uma das vozes que tentaram dissuadir ao rei de fazer a expedição a Marrocos, mas no ano seguinte lutou  na Batalha de Alcácer Quibir ao seu lado. E quando já era certo o desastre, ainda tentou que D. Sebastião se rendesse.